# Dieter Kühn
Pour les articles homonymes, voir Kuhn.
Dieter Kühn, né le 4 juillet 1956 à Leipzig, est un footballeur est-allemand.

## Biographie
Comme attaquant, il fut international est-allemand à 13 reprises (1978-1983) pour 5 buts. Ses 5 buts furent marqués contre l'Irak, l'URSS, la Roumanie (2 buts) et la Tunisie.
Il participa aux Jeux olympiques de 1980. Il fut titulaire dans tous les matchs et inscrit un but à la 49e minute contre l'Espagne. Il remporta la médaille d'argent, battu en finale par la Tchécoslovaquie.
Il joua dans différents clubs (Lokomotive Leipzig, Chemie Böhlen et FC Sachsen Leipzig) et remporta 4 coupes nationales et une D2 est-allemande. Lors de la saison 1979/1980, il termina meilleur buteur du championnat avec 21 buts.

## Clubs
- 1974-1988 :  Lokomotive Leipzig
- 1988-1989 :  Chemie Böhlen
- 1990-1991 :  FC Sachsen Leipzig

## Palmarès
- Championnat de RDA de football
  - Vice-champion en 1986 et en 1988
- Coupe d'Allemagne de l'Est de football

- - Vainqueur en 1976, en 1981, en 1986 et en 1987
- Championnat de RDA de football D2
  - Champion en 1990
- Jeux olympiques
  - Médaille d'argent en 1980